# 企業法
企業法（きぎょうほう、英: corporate law）は、企業の組織や取引に関する法。

## 日本の企業法
日本では実質的意義の商法の議論において、西原寛一によって商法を「企業生活に関する特異な法律秩序」とみる商法企業法説が首唱された。この商法企業法説は日本において通説の地位にあるといわれている。
日本では商法や有限会社法などの会社関係の法律をあわせた通称として「会社法」があったが、2005年6月29日に第162回国会で新たに「会社法」を制定する法案が可決成立し、2006年5月1日から施行された。また、2005年4月27日に有限責任事業組合契約に関する法律が成立し、同年8月1日から施行されたことで法人格のない有限責任事業組合が設立可能となった。
なお、「企業法」は公認会計士試験の受験科目名にもなっており、会社法と商法及び金融商品取引法の一部から出題されている。

## 米国の企業法

### アメリカ会社法
アメリカ独立戦争前は法人設立に関する権限はイギリス本国に留保されていた。独立戦争後、法人設立に関する権限は各州の州議会に移されたが、会社を設立するには州議会が個々の会社ごとに特別法を制定して特許状の付与を受ける必要があった。しかし、特許状付与が独占的特権であったことなどへの不満から、1811年ニューヨーク製造会社法が制定され、他の州でも一般会社法が制定されるようになった。これにより会社の設立は特許主義から一般会社法の規定に準拠すれば成立する準拠主義に移行し、州務長官に対して基本定款を登録を行えば会社は成立することとなった。

### LLC
アメリカ合衆国には各州法に基づいて設立されるLLC（Limited Liability Company）と呼ばれる事業体がある。LLCは1977年にワイオミング州で法制化された後、1988年にキントナー規則で取り扱いが明確化されたことで各州に普及した。

## 欧州の企業法

### EU
ヨーロッパ連合では各加盟国の会社法を調整すること目標としてヨーロッパ会社法指令が出されている。
主なヨーロッパ会社法指令には次のようなものがある。
- 2017年6月14日会社法指令
- 2007年7月11日株主権指令
- 2013年6月26日EU会計指令
- 2006年5月17日決算検査人指令
- 2009年9月16日一人有限会社指令
- 2004年4月21日公開買付指令

### EU各国の法律
- 株式法 (ドイツ)

### イギリス
イギリスでは2000年にLLP（Limited Liability Partnership）に関して定めたLimited Liability Partnership Act 2000が制定された。

## 中国の企業法

### 公司法
中華人民共和国公司法は1993年12月29日制定、1994年施行の法律で、有限責任公司（有限会社）と股份有限公司（株式会社）の準拠法になっている。なお、三資企業は公司法の適用対象ではなくその特別法に基づき設立され、国有独資企業も公司法の特殊規定で定められている。また、国有企業を対象とする全人民所有制工業企業法や郷鎮企業を対象とする郷鎮企業法も公司法とは別の法体系になっている。

### 合伙企業法
パートナーシップに相当する事業体については、1997年に合伙企業法が制定された。合伙企業法は2006年6月の第10期全人代常務委員会第22次会議で改正され、従来型の合伙を普通合伙とし、有限合伙（LP）と有限責任合伙を加えて3類型とした。